# ريكاردو باتيستا
ريكاردو خورخي باتيستا سيسيليا (بالبرتغالية: Ricardo Batista‏)، من مواليد 19 نوفمبر 1986 في سيتوبال في البرتغال، لاعب كرة قدم برتغالي.
بدأ مسيرته الكروية مع نادي فيتوريا سيتوبال، وفي عام 2004 انتقل إلى نادي فولهام الإنجليزي، وهو يلعب معهم حتى الآن، وفي عام 2006 أعير إلى نادي مك دونز الإنجليزي، ولعب معهم 9 مباريات، وفي عام 2006 أعير إلى نادي ويكومب واندرز الإنجليزي، ولعب معهم 16 مباراة، وفي عام 2007 أعير مرة أخرى إلى نادي ويكومب واندرز الإنجليزي، ولعب معهم 6 مباريات.

## روابط خارجية
- ريكاردو باتيستا على موقع قاعدة بيانات كرة القدم.إي يو (الإنجليزية)
- ريكاردو باتيستا على موقع Soccerbase.com (لاعب) (الإنجليزية)
- ريكاردو باتيستا على موقع Soccerway.com (الإنجليزية)
- ريكاردو باتيستا على موقع عالم كرة القدم.نت (الإنجليزية)
- ريكاردو باتيستا على موقع كووورة